# Szent Rókus Kórház
A Szent Rókus Kórház, Budapest és egyben Európa legrégebbi közkórházainak egyike a Józsefvárosban működik. A fekvőbetegosztályokon, 300 ágyon, kardiológiai-gasztroenterológiai-neurológiai-belgyógyászati, nőgyógyászati rehabilitációs, krónikus belgyógyászati ellátás folyik. Az intézmény oktatókórház, így részt vesz az egészségügyi szakdolgozók, logopédustanárok, a főiskolai és egyetemi hallgatók és a végzett orvosok posztgraduális elméleti- és gyakorlati képzésében. Ápolónőik a kórház megalakulásakor a Kékkeresztes Márta Betegápoló Egyesület nővérei, a „Márták” voltak, akik máig ható erkölcsi tartást hagytak utódaikra. A gyógyító, rehabilitációs és krónikus ellátást mind egészségbiztosítással rendelkező, mind fizető betegek igénybe vehetik.

## Története

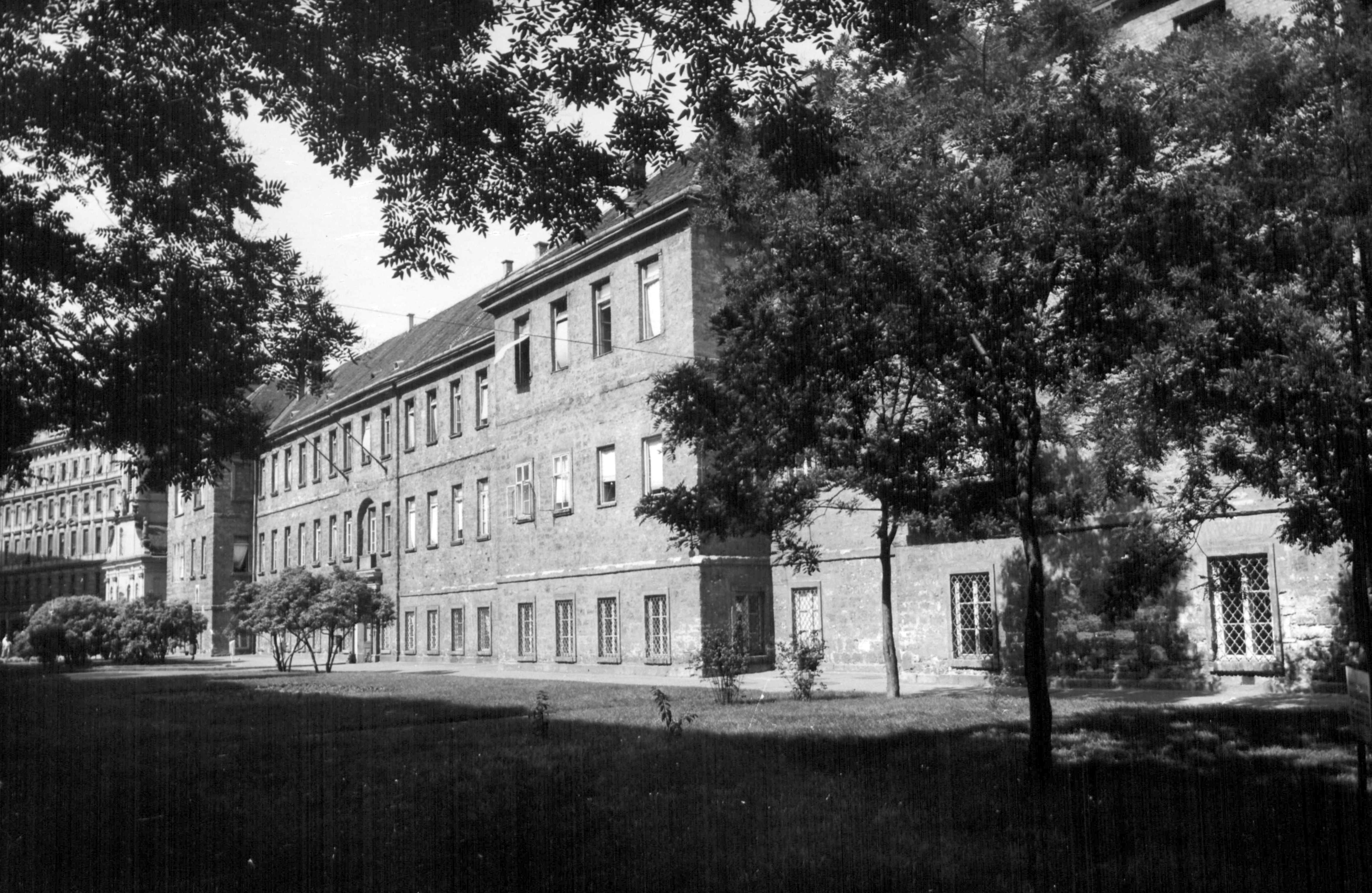
A kórház 1961-ben

A 18. század elején az osztrák császár ajánlotta a magyar rendeknek, hogy létesítsenek kórházakat. 1724-ben a Helytartótanács elrendelte, hogy a településeknek kell gondoskodniuk a szegény sorsú betegekről. 1701 körül Pesten is emeltek egy kis kórházat, a mai Kossuth Lajos és Semmelweis utca sarkán. A közel 30 ezres városnak eleinte összesen 72 betegágya volt. A város tanácsának határozata alapján a Rókus-szegényházat kibővítették, és kórházzá alakították. Az építkezés 1795. augusztus 30-án indult meg. A főhomlokzat 1796-ban, a teljes épületegyüttes 1798. május 28-án nyílt meg ünnepélyesen. Akkori főbejárata a mai Rókus-plébánia copf stílusú, kőkeretű bejárata volt, fölötte a ma is olvasható szöveg: Pestanum Calamitosorum Domicilium. Az új kórház neve „Pesti Polgári köz Ispotály” volt.
A szegényházban három szinten 60 főt, a kórházban „minden osztály béli személyek számára 237 külön ágyak rendeltettek”. Ebből 100 ingyenes volt, a többiért napi 12 krajcárt kellett fizetni. A gazdagoknak 12 külön szoba volt napi 50 krajcár és egy forint közötti áron fenntartva. 
A személyi állomány igazgatótól a kapusig húsz fő, a javadalmazás összesen évi 3070 forint, az első igazgató Haffner Mihály volt. Az első évben felvett betegek száma 1200, de 1805-től már 2000 körül mozgott. 
Itt vezette be 1847-ben dietil-éterrel és kloroformmal altatásos módszerét Flór Ferenc sebész főorvos, akit 1848-ban Pest város tiszti főorvosává és a Szent Rókus Kórház igazgatójává választottak. 1851. május 20-án, a 33 éves Semmelweis Ignác átvette az önállósult szülészeti osztály vezetését, aki itt is bevezette a klórvizes kézmosást, és a rendszeres takarítást, tiszta ágyneműhúzást, ezzel a gyermekágyi lázat 1% alá csökkentette. 1857-ben a kórház hivatalosan is közkórház lett, majd 1860–1862 között a kórházi ágyak száma 678-ra emelkedett. 1875-ben a kórház átvette a régi dologházi épületet, és megkezdték a fertőző betegek elkülönítését. 1876. január 19-én I. Ferenc József magyar király személyesen is megelégedését fejezte ki a rend és tisztaság miatt. 1877-ben új orvosi pályázati rend, új kórházi alapszabály és házirend készült, megszüntették a különszobákat, így lehetővé téve az egyre több elmebeteg elhelyezését. A toloncosztályt felszámolták, a rabok betegségüknek megfelelő elhelyezést kaptak. A régi épületek helyébe az ún. pavilonrendszer lépett.
Budapest nagyszabású kórházépítés programját 1884-ben Gebhardt Lajosnak, a Rókus Kórház igazgatójának vezetésével egy szakbizottság dolgozta ki. Ennek értelmében még abban az évben megépült a Magyar Vöröskereszt Erzsébet Királyné Kórháza (a mai Sportkórház), a Szent István Kórház (1885), a Szent László Kórház (1895), az új Szent János Kórház (1897), és ekkor bővítették a Szent Rókus Kórházat is.
1898-ban, két évvel Wilhelm Conrad Röntgen találmányát követően itt nyílt meg Európa első központi röntgenlaboratóriuma Donáth Gyula, majd Stein Adolf vezetésével. 1919-ben, a kommün alatt az intézményt Központi Kórháznak nevezték el. 1928–29-re az egyre nagyobb ágyszámigény miatt időszerűvé vált a kórház kibővítése, azonban csak kisebb épületeket tudtak átalakítani a nagy gazdasági világválság alatt. 1933 szeptemberében fogászati rendelő nyílt, majd 1938 januárjában fog- és szájsebészeti fekvőbeteg osztályt is létrehoztak kezelővel és két ötágyas szobával. A második világháború alatt egyre szigorúbb takarékossági intézkedéseket voltak kénytelenek bevezetni. Az állandósult légiriadók miatt 1941-ben, az alagsorban öt szükségóvóhelyet létesítettek. Budapest ostroma alatt a Szent Rókus-kápolna és a kórház 40%-os rombolást szenvedett. A 650-700 beteg fűtés nélkül maradt. Az alagsorba szükségműtőt és kötözőt telepítettek. A Rókus Kórházat 1952. július 1-jén átvette a Pest megyei Tanács, majd a Pest megyei Tanács Semmelweis Kórháza lett. 1956. január 1-jétől rendszeres orvostovábbképzés, majd szakdolgozóképzés folyt itt. 1956 elején földrengés és árvíz pusztított a megyében. Az illető községek körzeti orvosainak a kórház másodorvosai segítettek a betegellátásban. Október 23-án, az 1956-os forradalom kitörése után a kórház dolgozói demokratikus szavazással 10 tagú (5 orvos, 5 nem orvos) munkástanácsot választottak 4 póttaggal (3 orvos, 1 nem orvos). A sebesültek felvétele és orvosi ellátása rendben ment. A betegek és dolgozók közül senki sem sebesült meg, bár a környéken harcok folytak. 313 beteget vettek fel és 287 sebesültet elláttak. A dolgozók, orvostanhallgatók és önkéntes segéderők fáradságot nem ismerve, lelkesen kivették részüket a sebesültek és betegek ellátásában. A kórház helyreállítása 1957-ben már csaknem teljesen befejeződött. Az év első felében már ugyanannyi beteget vettek fel, mint egy évvel korábban. A következő húsz év a lassú fejlődésé volt. 1978–1991 között „rekonstrukció” címszó alatt teljes át- és újjáépítés folyt. A statikai vizsgálatok alapján az egész Rókust fel kellett újítani, így 1978-ban a „Corvin szárnyon” két évig tartó munka következett. A „Rákóczi úti szárny”-ra később került sor. A Stáhly utcai, hatszintes épület 1985-ben, majd a Gyulai Pál utcai front lett „beköltözhető”. 1990 decemberében átadták a Stáhly utcai főépülettel zárt híddal összekötött Rendelőintézetet.
Aktív és krónikus betegeit ma 627 ágyon látja el. A tradicionális „nagy” szakmákon belül az orvostudomány és a műszerezettség fejlődése a szakosodás irányába hatnak.

## Szakterületei
- Belgyógyászat: nefrológiai, gasztroenterológiai, kardiológiai, diabetológiai, hematológiai profilú osztályok és részlegek
- Sebészeti osztály
- Szülészeti-nőgyógyászati osztály
- Szemészeti osztály ma is a Kórház egyik legnagyobb forgalmú részlege a hályogsebészet és műlencse-implantáció révén. Az 1990-es évek eleje óta itt működik az ország első cornealaboratóriuma, ahol konzervált emberi szaruhártyák készülnek műtéti felhasználásra.
- Fül-orr-gége, fej-nyaksebészeti osztály. Már 1887-től működött a belgyógyászati osztály fiókjaként. 1970-ben bevezették a modern mikrokirurgiai és arcideg sebészeti eljárásokat, amelyeket kiegészítenek a klasszikus fülműtétek mellett a hallásjavító műtétek. Itt alkalmazták elsőként az országban a hangprotézis implantációt.
- Fog- és szájsebészeti osztály, amely már nemcsak a szájüregi és fogászati betegségek gyógyításával foglalkozik, hanem az arcsebészeti szakterület teljes spektrumával is.

## Híres orvosai
- Vörösmarthy Dániel orvos, szemész, egyetemi tanár; az orvostudományok kandidátusa
- Báthory István szülész, Semmelweis munkatársa
- Bossányi András igazgató főorvos
- Czeyda-Pommersheim Ferenc sebészprofesszor
- Ferenczi Sándor pszichoanalitikus, neurológus
- Grósz Emil szemész
- Győry György szülész-nőgyógyász professzor
- Hirschler Ignác szemész
- Hüttl Tivadar sebészprofesszor
- Illyés Géza urológus
- Kausz István sebész főorvos, párbajtőrvívó olimpikon
- Kriston Andrea a róla elnevezett női helyreállító intimtorna megalkotója
- Krompecher Ödön patológus
- Kubányi Endre sebészprofesszor
- Laufenauer Károly szülész
- Müller Kálmán sebész, szülész
- Piskovich János sebész főorvos
- Scheuthauer Gusztáv kórbonctanprofesszor
- Semmelweis Ignác, az Anyák megmentője
- Török Lajos bőrgyógyászprofesszor